# Panzer Lehr Division
La Panzer Lehr Division (en français division blindée d'instruction), est une division blindée allemande de la Seconde Guerre mondiale.
Sous le commandement du général Fritz Bayerlein, elle combattit en Normandie mais fut quasiment décimée par le « tapis de bombes » précédant l'opération Cobra lancée par les Alliés fin juillet 1944. Reformée, elle prit part à l'offensive des Ardennes où elle subit à nouveau de lourdes pertes, avant de disparaître dans la poche de la Ruhr en avril 1945.

## Historique
L'unité est créée le 10 janvier 1944 à partir d'unités de démonstration et de formation stationnées en Allemagne afin de fournir une nouvelle force blindée en prévision du débarquement allié attendu dans le nord-ouest de l'Europe. La division concentrait les meilleurs commandants et instructeurs de blindés allemands. En raison de son statut d'élite, elle fut mieux dotée que les Panzer-Divisionen ordinaires. Lors de sa formation la division se compose ainsi :
- Panzer-Lehr Regiment 130
- Panzer-Grenadier-Lehr Regiment 901
- Panzer-Grenadier-Lehr Regiment 902
- Panzer-Aufklärungs-Lehr Abteilung 130
- Panzer-Jäger Abteilung 130
- Panzer-Artillerie Regiment 130
- Heeres-Flak Abteilung (mot.) 311
- Div. Einheiten 130 (avec le Feldpostamt 1001)

En janvier 1944, dans le cadre des opérations anti-partisans en Croatie, le Panzer-Grenadier-Lehr Regiment 901 participe à l'opération Jajce.
La division participe à l'occupation de la Hongrie en mars 1944 puis est envoyée en France en mai où elle est déployée dans le secteur du Mans.
En juin 1944, la division est dotée de 99 Pzkpfw IV, 89 Panther, 10 Sturmgeschütz III, 31 Jagdpanzer IV, 3 Tiger I et 5 Königstiger, ces derniers n'ayant pas été envoyés en Normandie.
Son bataillon de reconnaissance dispose du Puma, un engin moderne de reconnaissance.
La division comprend alors 14 700 hommes, soit la dotation théorique d'une division Panzer.

### Bataille de Normandie
Dans la nuit du 5 au 6 juin, son commandant, le général Bayerlein, à l'annonce des premiers bombardements et lâchers de parachutistes, veut faire route vers la côte normande mais l'état-major allemand refuse. De plus, des chars Tigre et Panther de la division sont en cours de chargement sur des trains pour être envoyés en Pologne. Le temps du contre-ordre et de l'accord de l'état-major, la division ne commence à quitter Le Mans qu'en fin d'après-midi du 6 juin. Bien que divisée en 5 colonnes empruntant des itinéraires différents, elle subit ses premières pertes sous l'attaque de l'aviation alliée.
Rommel demande à Bayerlein le 9 juin de reprendre Bayeux et l'axe de la N13 mais la division allemande ne réussit pas. Le 13 juin, elle est même sauvée de l'encerclement par le bataillon de chars Tigre de Wittmann lors de la bataille de Villers-Bocage. Elle va ensuite mener une guerre de position entre Tilly-sur-Seulles et Lingèvres. Mais les pertes commencent à être conséquentes : 2 972 hommes et 50 panzers pour le seul mois de juin. Relevée par la 272e division d'infanterie, début juillet, la Panzer-Lehr est alors redéployée dans le secteur de Saint-Lô face aux Américains. Elle lance une contre-attaque vers Le Dézert mais qui est rapidement arrêtée par les Américains et le peu de terrain gagné est perdu. Elle revient alors à une position et une tactique strictement défensive au nord-ouest de Saint-Lô.
Les 24 et 25 juillet, la Panzer-Lehr se trouve dans l'étroite zone choisie par les Alliés pour un bombardement aérien massif (« tapis de bombes ») précédant l'opération Cobra lancée par les Alliés et qui allait conduire à la percée d'Avranches. La division subit d'énormes pertes, une grande partie est détruite par les 6 000 tonnes de bombes larguées par l'aviation stratégique américaine.

« Tout le coin ressemblait à un paysage lunaire, tout était calciné et ravagé. Il était impossible d'y déployer des véhicules ou de récupérer ceux qui avaient été endommagés. Les survivants avaient sombré dans la folie. Ils n'étaient plus bons à rien. Je ne pense pas que l'enfer soit pire que ce nous ayons vécu. »

— Général Bayerlein.
Quelques Panzergrenadiere et quelques chars résistent le premier jour de l'offensive mais, dès le lendemain, l'unité s'effondre et, du fait de la progression rapide des Américains, des blindés en réparation et la logistique arrière de la division doivent être abandonnés. Au 1er août, la division ne compte plus que 33 panzers en état de marche. Seule une petite Kampfgruppe reste sur le front normand et les restes de la division sont évacués sur Fontainebleau. La division aura perdu plus de 7 400 hommes en Normandie.

### Fin de la Seconde Guerre mondiale
La Panzer Lehr est partiellement reconstituée en octobre 1944 à Paderborn.
Elle participe à la bataille des Ardennes, puis dans les combats dans la Ruhr où elle se rend aux troupes américaines en avril 1945.

## Composition
- Panzer-Lehr Regiment 130: composé de deux Abteilungen à 4 compagnies (numérotées de 1 à 8).
  - La I.Abteilung est composé de deux compagnies de 20 Panther (les 1re et 2e), et les 2 autres de 19 Panther chacune.
  - La II.Abteilung avait 21 Pzkpfw IV (par Schwadron) pour les 5e et 6e et 22 Pzkpfw IV pour chacune des deux autres.
  - Funk-Lenk Kompanie 316 : la compagnie de chars téléguidés disposait de 3 Tiger I, 5 Königstiger et de 10 StuG III, ainsi que des engins B IV (Goliath)[précision nécessaire].
- Panzer-Jäger Lehr Abteilung 130 : composé de 3 Compagnies équipées de Jagdpanzer IV.
- Panzer-grenadier Regiment 901 : composé de 2 bataillons motorisés équipés de SdKfz 251 (transport de troupes blindés semi-chenillé).
- Panzer-grenadier Regiment 902 : même composition.
- Panzer-artillerie Regiment 130 : le II/Abteilung était équipé de canons automoteurs Hummel (construits sur un châssis de PzKpfw IV avec un canon de 150 mm) et Wespe (construits sur un châssis de Pzkfw.II).
- Panzer-Aufklärungs Lehr Abteilung 130 : (bataillon de reconnaissance blindée) ; composé de deux Panzer.Späh.Wagen.Kompanien et trois autres compagnies.
- Panzer-Lehr-Pionier-Bataillon 130: (bataillon du génie blindé) ; composé de Sdkfz 251 spécialisés (franchissement, lance-flamme...).

Panzer Regiment 6 : le I/Pz.Rgt.6 provient de la 3. Panzer Division mais est attaché à la Panzer-Lehr de mai à octobre 1944 à la place du I/Pz.Rgt.130. Il est composé de PzKpfw V Panther.
Schwere-Panzer-Jäger Abteilung 654 : ce bataillon lourd de chasseurs de char a été mis à la disposition de la Panzer-Lehr division, mais n'entre pas dans l'organigramme de la division. Forte de 12 Jagdpanther (chasseurs de chars sur châssis de Panther avec un canon très performant de 88 mm).

## Commandants
| Début           | Fin             | Grade           | Nom                           |
| --------------- | --------------- | --------------- | ----------------------------- |
| 10 janvier 1944 | 23 août 1944    | Generalleutnant | Fritz Bayerlein               |
| 23 août 1944    | Septembre 1944  | Oberst          | Rudolph Gerhardt              |
| Septembre 1944  | Septembre 1944  | Oberst          | Paul Freiherr von Hauser (en) |
| Septembre 1944  | 15 janvier 1945 | Generalleutnant | Fritz Bayerlein               |
| 15 janvier 1945 | 3 avril 1945    | Generalmajor    | Horst Niemack                 |
| 3 avril 1945    | 15 avril 1945   | Oberst          | Paul Freiherr von Hauser      |

## Théâtres d'opérations
- Décembre 1943 : Création de la Panzer Lehr Division à partir du Panzer Lehr Régiment
- 1944
  - Mars : Hongrie
  - Juin : Débarquement de Normandie, bataille de Normandie
  - Juillet : Bataille des Haies, Opération Cobra
  - Aout : Poche de Falaise
  - Décembre : Opération Wacht am Rhein

## Distinctions
- 21 membres de la Panzer Lehr Division sont faits Chevalier de la Croix de fer.
- 5 membres reçoivent la croix de fer avec feuilles de chêne.
- 2 membres, le Generalmajor Niemack Horst et le Generalleutnant Fritz Bayerlein sont nommés Chevalier de la croix de fer avec feuilles de chêne et glaives respectivement le 4 juin 1944 (no 69) et le 20 juillet 1944 (no 81).